# Операција Арка
Операција Арка је 3. епизода стрипа Марти Мистерија. Премијерно је објављена 01.06.1982. под називом Operazione Arca за издавачку кућу Бонели (Италија). Имала је 61 страну. Цена је била 700 лира ($0,54; 1,26 DEM). Епизоду је нацртао Анђело Марија Ричи (уз помоћ Франка Бињотија), а сценарио написао Алфредо Кастели. Насловну страну нацртао је Ђанкарло Алесандрини.

## Издање у Србији
У Србији, део тадашње СФРЈ, ова епизода је објављена први пут 1983. године као ванредно издање Лунов магнус стрипа (#3) у издању Дневника из Новог Сада. Епизода се налазила на странама 133-194. Цена свеске била је 50 динара. (Испред ње се налазила епизода стрипа Ђил под називом Пуцњи на граници (стр. 3–98).

## Кратак садржај
Шетајућу кроз Гринвич Вилиџ, Марти Мистерија и Јава наилазе на Сајмона Бергера којег јуре Људи у црном. Након што га спашавају, Бергер им објашњава да Људи у црном желе од њега да извуку доказе о остацима Нојеве Барке, која се налази у пећини подно угашеног вулкана Арарат у Турској. (Бергер Мартију показује сателитиски снимак на коме се види део барке.) Марти и Јава крећу за Турску где им шеф полиције Слуејман одобрава експедицију за Арарат и додељује хеликоптер и возача Сахира. Током вожње, Марти сазнаје да је Сахир Јерменин који припада сепаратистичком политичком покрету ”Назависна република”, који се бори за независност Јермена у Турској и Совјетском Савезу. Сахир избацује Мартија и Јаву на одредиште, али отима хеликоптер да помогне борбу свог народа. Потом гине у под необјашњивим околностима и оставља Мартија и Јаву усред недођије.
Промрзли и при крају снага, Марти и Јава проналазе остатке Нојеве барке израђене од метала (не од дрвета), што их поново оснажује у уверењу да је некада давно постојала савршена цивилизација (Атлантида). Међутим, на самом крају није јасно да ли се Мартију све само причињавало пре него што је изгубио свест од исцрпљености.

## Цензура
Ова епизода је цензурисана на више места из политичких разлога. Главни разлог је умешаност Совјетског Савеза на месту које Марти истражује, као и однос Совјетских комуниста према Јерменима унутар Совјетског Савеза. Читаве две стране на којима Сахир током лета хеликоптером објашњава Мартију на који начин Турска и Совјетски Савез третирају његов народ су уклоњене. Сахир помиње инвазију Црвене арије из 1920, поделу независне републике Јерменије између Турске и Совјетског Савеза из 1921. год, и депортацију 700.000 Јермена из Совјетског Савеза да би се оправдала анексија. Многи кадрови у којима се види умешаност Совјетских тајних служби и њихов рад у војним базама у Јерменији су ретуширане или је избрисано помињање Совјетског Савеза. Чувена зграда Лубјанка у којој је годинама било седиште КГБ-а је ретуширана да се тешко препознаје (стр. 164). Уклољен је чак и кадар земљописне карте на коме се види да се Арарат налази близу границе са Совјетским Савезом (стр. 166). Са хеликоптера у коме Марти лети према Арарату уклоњен је знак америчких ваздухопловних снага (стр. 155).

## Куриозиет
Целу епизоду је нацртао Анђело Ричи, осим Мартијевих и Јавиних лица, које је нацртао Франко Бињоти.

## Локације
Улица Вашингтон Мјуз бр. 3 (Њујорк, САД), Истанбул, Арарат (Турска), тајне војне базе у Јеревану (Јерменија, тада СССР).

### Име улице
Југословенско издање наставља да улицу у којој станује Марти Мистерија погрешно транскрибује као Вашингтон Њуз уместо Вашингтон Мјуз (Washington Mews).